# Metilia brunnerii
Metilia brunnerii är en bönsyrseart som beskrevs av Henri Saussure 1871. Metilia brunnerii ingår i släktet Metilia och familjen Acanthopidae. Inga underarter finns listade i Catalogue of Life.

## Bildgalleri

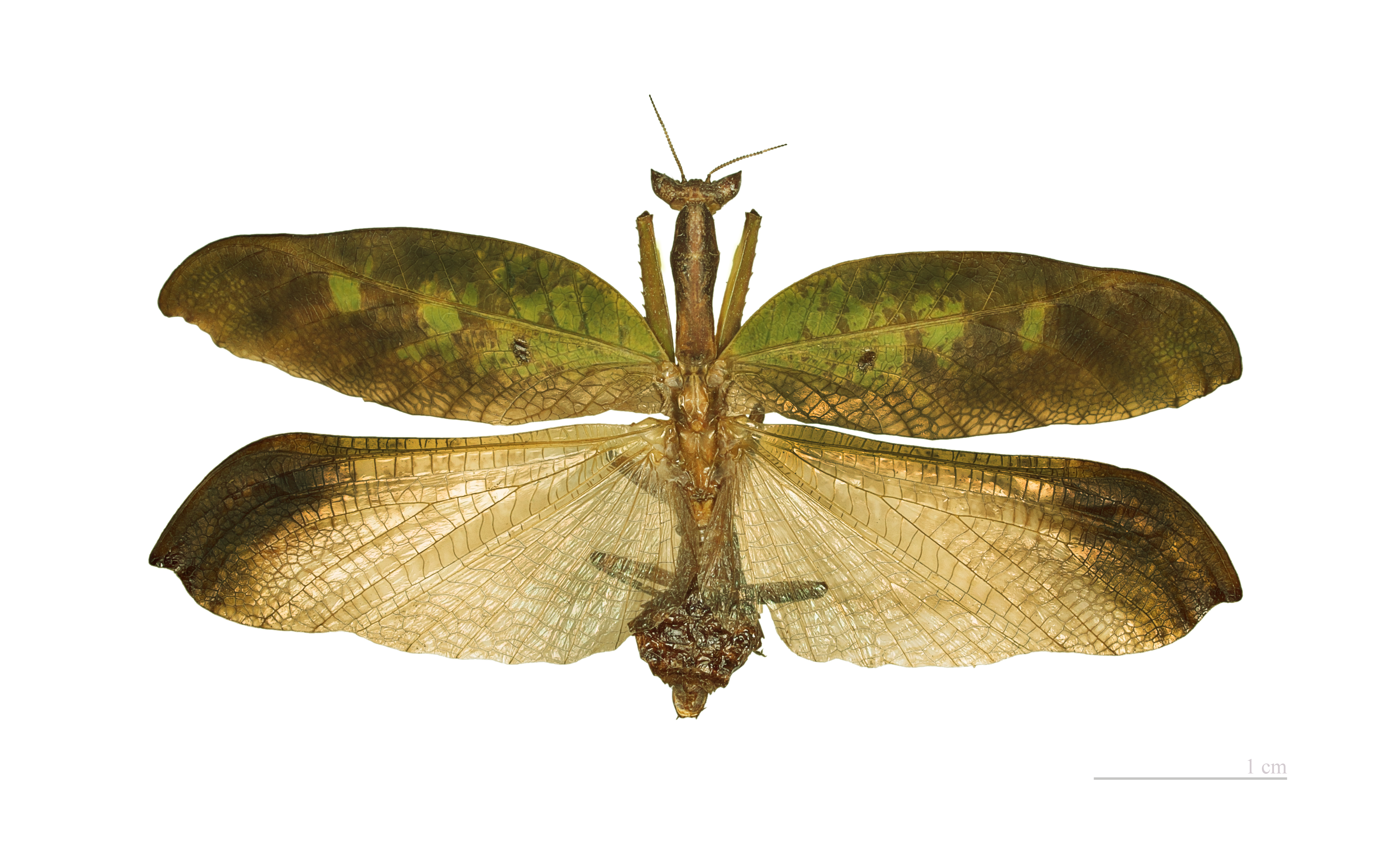